# دیتر ریدل
دیتر ریدل (به آلمانی: Dieter Riedel) بازیکن فوتبال و مهاجم اهل آلمان شرقی بود که از سال ۱۹۷۴ میلادی عضو تیم ملی فوتبال آلمان شرقی بوده‌است. وی در ۴ بازی ملی حضور داشته و در بازی‌های ملی‌اش گلی به ثمر نرساند. دیتر ریدل آخرین بازی ملی خود را در سال ۱۹۷۸ میلادی انجام داد.